# بي أس (أمر يونكس)
في معظم أنظمة التشغيل الشبيهة بيونكس، يعرض برنامج ps (اختصار لـ " p rocess s tatus") العمليات الجارية حاليًا. توفر أداة يونكس ذات الصلة المسماة top طريقة عرض في الوقت الفعلي للعمليات الجارية.
في باورشل ، يعد ps اسمًا مستعارًا للأمر يتم ps مسبقًا لـ cmdlet Get-Process ، والذي يخدم نفس الغرض بشكل أساسي.

## أمثلة
```
# 
ps

  PID TTY          TIME CMD

 7431 pts/0    00:00:00 su

 7434 pts/0    00:00:00 bash

18585 pts/0    00:00:00 ps

```

يمكن للمستخدمين أيضًا استخدام أمر ps بالاقتران مع أمر جريب (يونكس) (راجع أمرين pgrep و pkill ) للعثور على معلومات حول عملية واحدة، مثل معرّفها : 
```
$ 
# Trying to find the PID of `firefox-bin` which is 2701

$ 
ps
 
-A
 
|
 
grep
 
firefox-bin

2701 ?        22:16:04 firefox-bin

```

استخدام pgrep يبسط بناء الجملة ويتجنب ظروف السباق المحتملة: 
```
# 
ps
 
-U
 
root
 
-u

USER   PID  %CPU %MEM    VSZ   RSS TT  STAT STARTED        TIME COMMAND

root     1   0.0  0.0   9436   128  -  ILs  Sun00AM     0:00.12 /sbin/init --

```

## الاستخدامات
| رأس العمود    | محتويات                                                         |
| ------------- | --------------------------------------------------------------- |
| %CPU          | مقدار وحدة المعالجة المركزية التي تستخدمها العملية              |
| ٪ MEM         | مقدار الذاكرة التي تستخدمها العملية                             |
| ADDR          | عنوان ذاكرة العملية                                             |
| C أو CP       | استخدام وحدة المعالجة المركزية وجدولة المعلومات                 |
| COMMAND*      | اسم العملية، بما في ذلك الوسائط، إن وجدت                        |
| NI            | قيمة نايس (يونكس)                                               |
| F             | أعلام                                                           |
| PID           | رقم معرف العملية                                                |
| PPID          | رقم معرف العملية الأصل للعملية                                  |
| PRI           | أولوية العملية                                                  |
| RSS           | حجم مجموعة المقيمين                                             |
| S أو STAT     | رمز حالة العملية                                                |
| ابدأ أو STIME | الوقت عندما بدأت العملية                                        |
| VSZ           | استخدام الذاكرة الافتراضية                                      |
| TIME          | مقدار الوقت وحدة المعالجة المركزية المستخدمة من قبل هذه العملية |
| TT أو TTY     | محطة المرتبطة بهذه العملية                                      |
| UID or USER   | اسم المستخدم لمالك العملية                                      |
| WCHAN         | عنوان ذاكرة الحدث الذي تنتظره العملية                           |